# Universität der Azoren

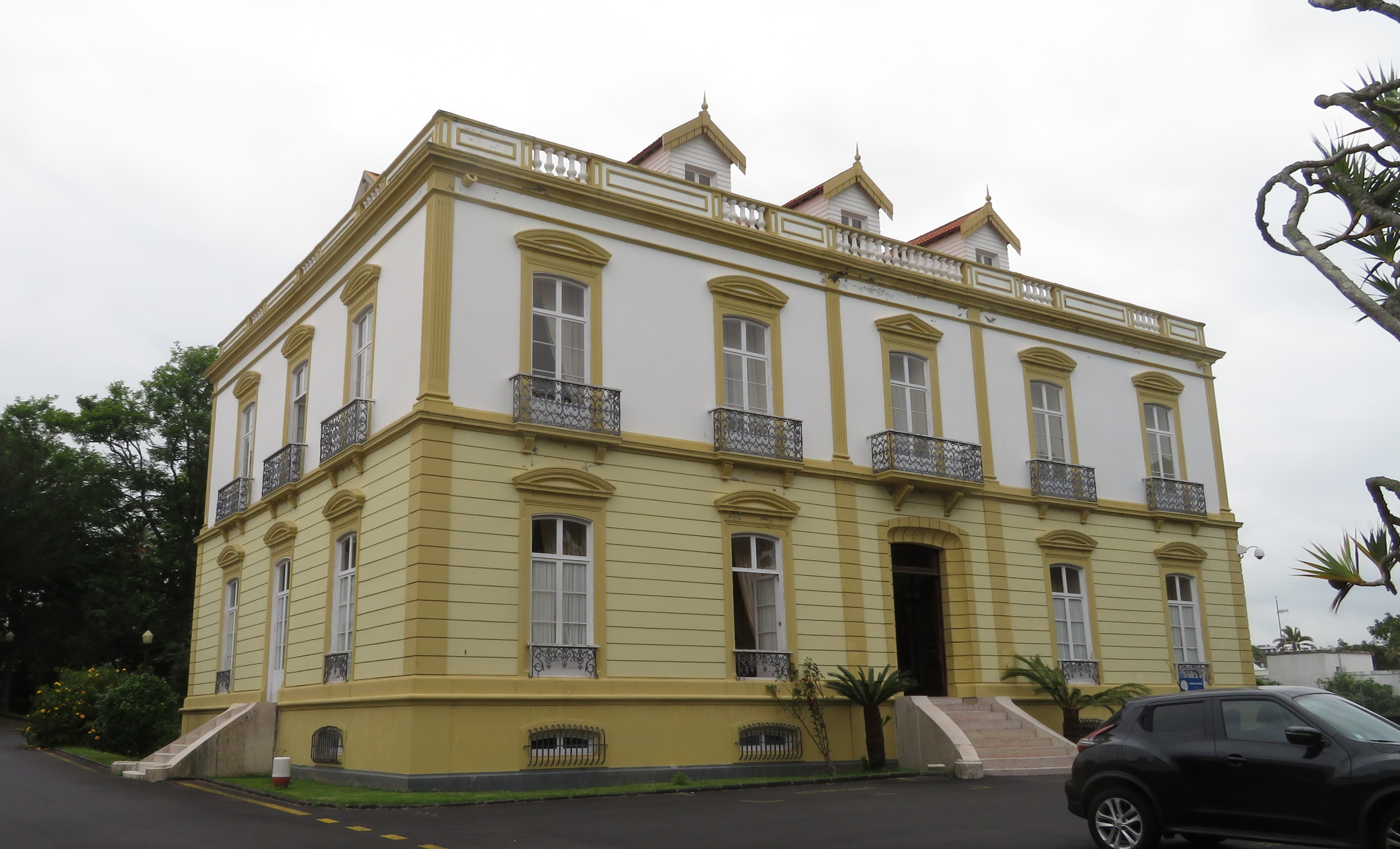
Rektorat, Ponta Delgada

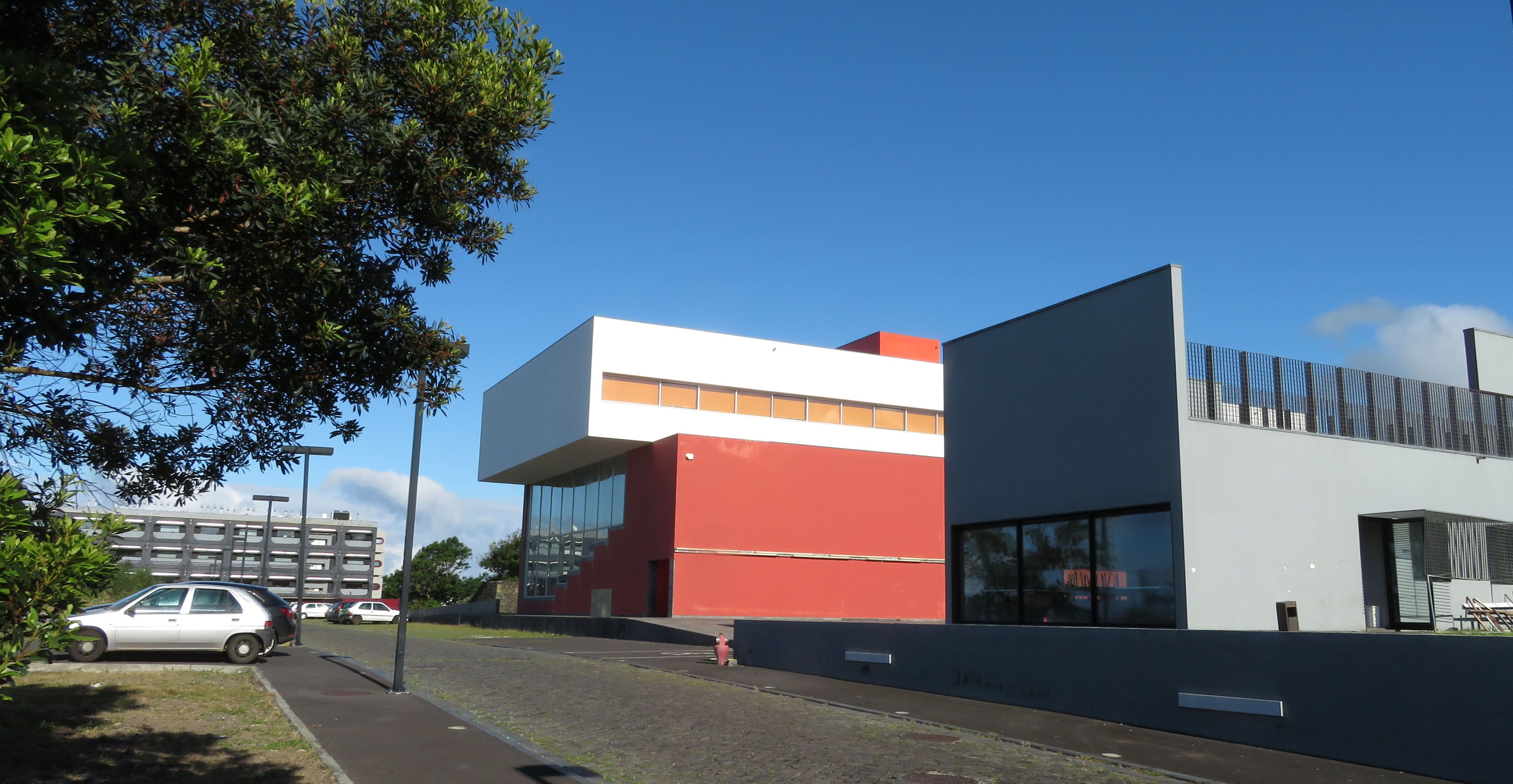
Campus in Angra do Heroismo

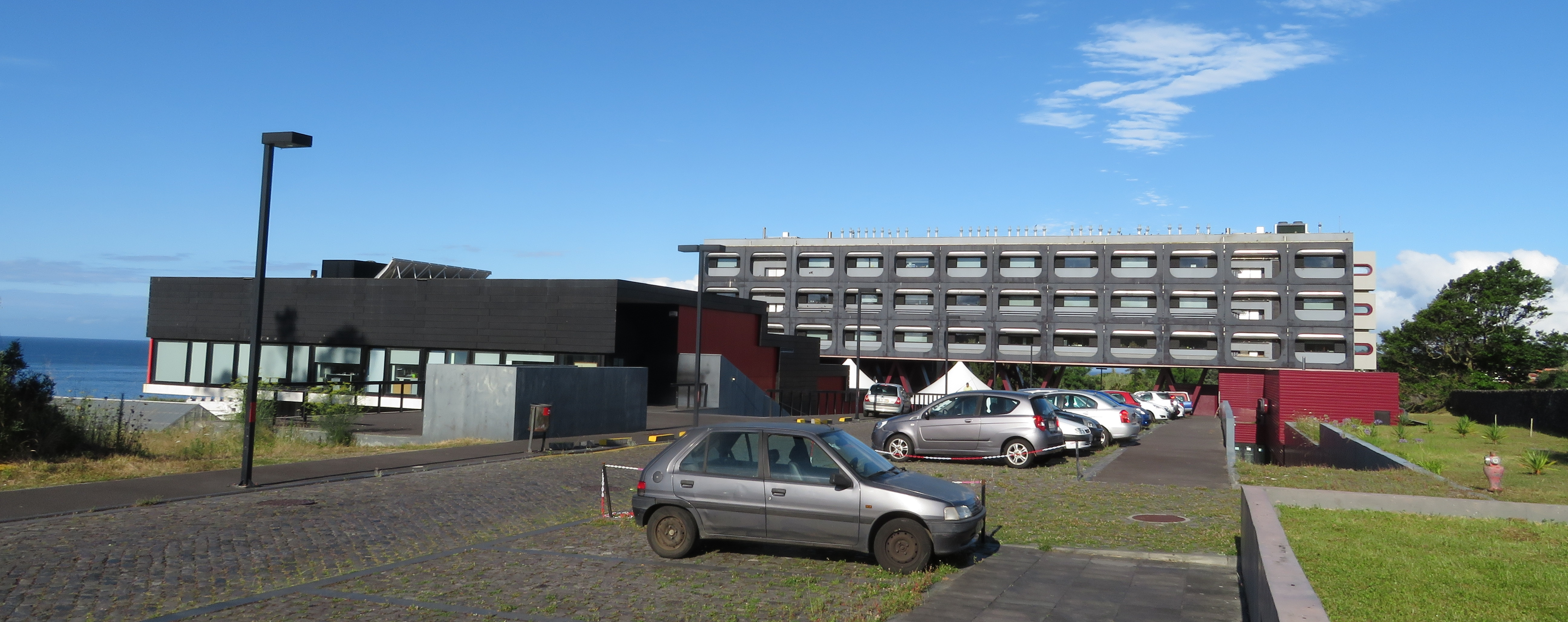
Campus in Angra do Heroismo

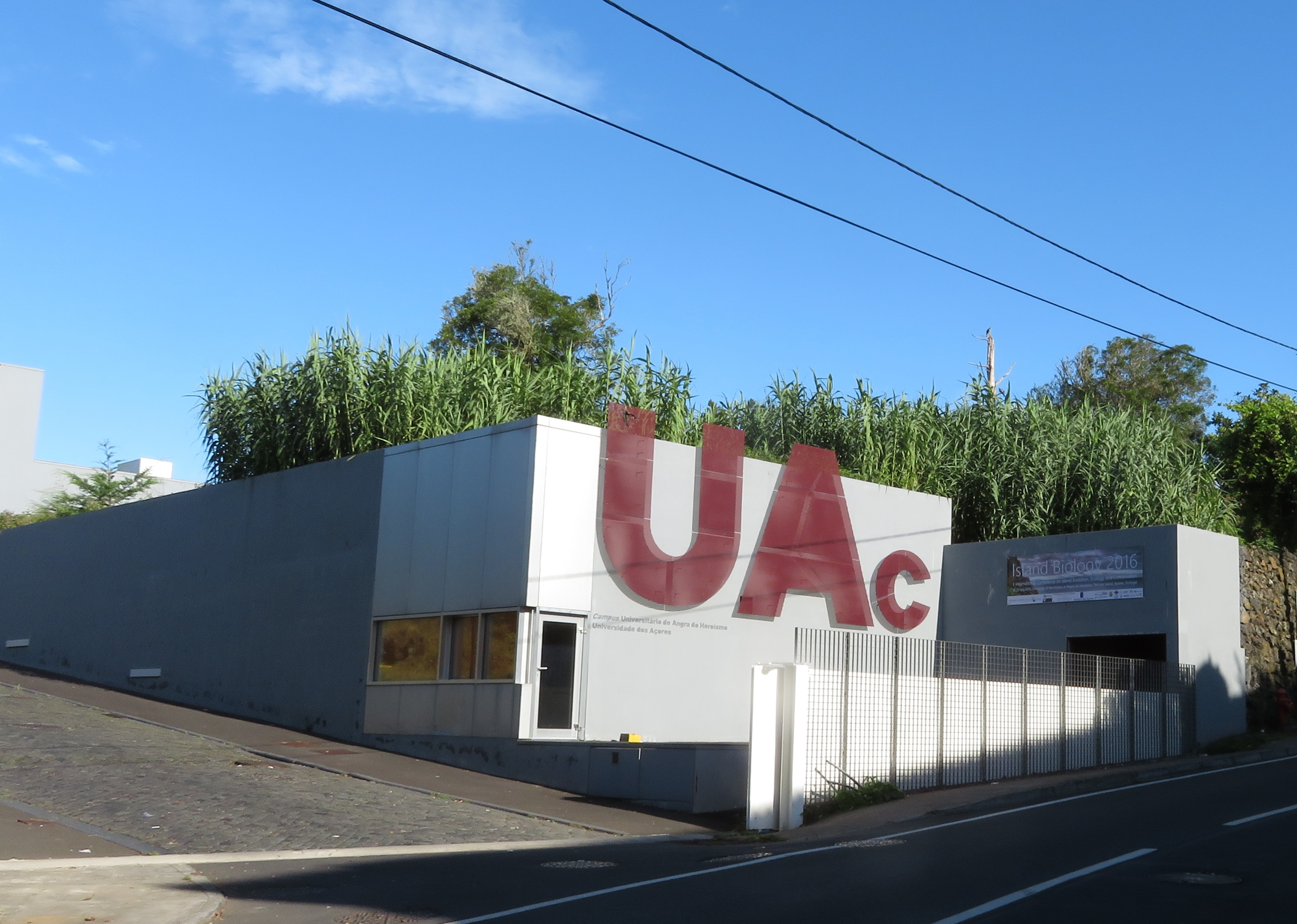
Einfahrt zum Campus mit Logo, Angra do Heroismo

Die Universität der Azoren (portugiesisch Universidade dos Açores) ist die einzige Universität auf der portugiesischen Inselgruppe der Azoren und die westlichste Universität des Landes.
Die Universität wurde 1976 infolge der Nelkenrevolution in Ponta Delgada gegründet und verfügt über die zwei Standorte in Angra do Heroísmo (Fakultät für Agrarwissenschaften  - Departamento de Ciências Agrárias) und in Horta auf der Insel Ilha do Faial (Fakultät für Ozeanografie und Ichthyologie (Fischkunde) - Departamento de Oceanografia e Pescas).
Die letztgenannte wurde am 8. Januar 2010 eröffnet und ist im 1901 erbauten, ehemaligen Krankenhaus Hospital Walter Bensaúde in Horta untergebracht, das für diesen Zweck renoviert und umgebaut wurde.

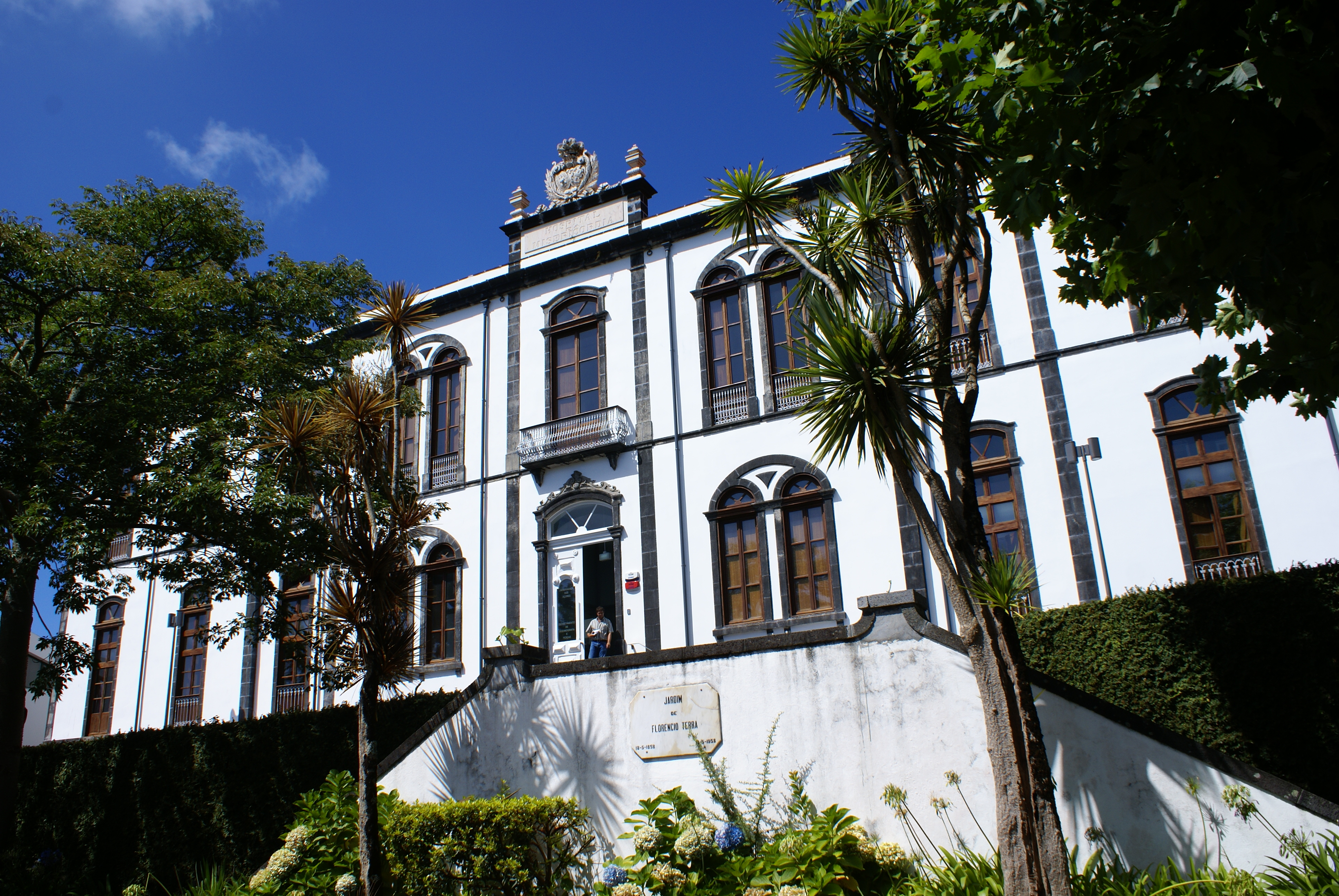
Universitätsgebäude in Horta, Insel Faial

 Die Universitätsgebäude von Angra do Heroismo wurden unweit westlich des Stadtzentrums auf dem Gelände Pico do Urze neu erbaut, nachdem anfangs ein ehemaliges Militärlazarett universitär genutzt worden war.
Das ehemalige Palais Palacete Porto Formoso aus dem 19. Jahrhundert auf dem Campus in Ponta Delgada, der um eine Parkanlage herum angelegt wurde, beherbergt heute das Rektorat der Universität. Gegenüber befinden sich die 2003 eröffnete Zentralbibliothek sowie die Aula Magna.